# Памяти забытой войны, изменившей ход истории
Монумент «Памяти забытой войны, изменившей ход истории» — памятник, установленный в городе Гусеве в год столетия с момента начала Первой мировой войны, посвящённый памяти русских солдат и офицеров, павших в боях этой войны.
Бронзовая скульптура выполнена известным российским и американским художником и скульптором Михаилом Шемякиным и является центральной композицией мемориального парка в инновационном кластере «Технополис GS».

## История
Памятник посвящён памяти русских солдат и офицеров, погибших в Гумбинненском сражении 20 августа 1914 года. Он был установлен по инициативе Российского военно-исторического общества. Автором проекта памятник стал известный скульптор Михаил Шемякин. Памятник установили на территории инновационного кластера «Технополис GS», который находится рядом с городом Гусевым (бывший Гумбиннен) в Калининградской области.
Идея композиции заключается в социальной трагедии Первой мировой войны. Общечеловеческую катастрофу выражают три ключевых фигуры: солдата, распятого на «колесе судьбы», и двух женщин, протягивающих к нему руки, — вдовы и матери. Пьедестал памятника выполнен в виде разрушенных во время бомбардировок шкафов, в обломки которых вмонтированы фотографии, карты и военная документация тех времен. Рядом с памятником расположены стенды с историческими справками о событиях Первой мировой войны.
Торжественное открытие памятника состоялось 24 августа 2014 года в рамках организованного Российским военно-историческим обществом военно-исторического фестиваля «Гумбинненское сражение». В церемонии открытия приняли участие министр культуры Российской Федерации, председатель Российского военно- исторического общества Владимир Мединский, экс-губернатор Калининградской области Николай Цуканов, глава Администрации МО «Гусевский городской округ» Евгений Михайлов и автор памятника Михаил Шемякин[3]. Скульптор приложил руку к пополнению культурного наследия Нью-Йорка, Сан-Франциско, Венеции, Парижа, Лондона, Москвы, Санкт-Петербурга. Теперь работа именитого автора появилась и в «Технополисе GS», что стало важным этапом на пути развития в инновационном кластере социокультурной среды.